# Morab
Morab är en hästras som utvecklats i USA. Rasen började som en ren blandning av arabiskt fullblod och morganhäst, men har sedan 1976 registrerats som egen ras. Moraberna har knappt status som egen ras i övriga världen men i USA finns hela 3 föreningar för registrering av Morabhästarna. Moraben har fått styrka, lugn och mod från Morganhästarna och uthållighet, ädla drag och snabbhet från de arabiska fullbloden och är en utmärkt ridhäst som även är populär inom utställningar i USA.  

## Historia
Redan 1857 skrev en hedersvärd expert på hästens historia vid namn D.C Lindsley om Morganhästarna i sin bok The Morgan Horse. I boken nämnde han att man kunde få ett väldigt bra resultat genom att korsa hingstar av Morganrasen med ston av arabiska fullblod om inga Morganston fanns att tillgå. I boken kallade han korsningarna kort och gott för Moraber. En av dessa hästar hette Golddust, född 1855 i Kentucky och var välkänd för sina vinster i showringarna och även som kapplöpningshäst. Han blev far till 302 föl och lite över 100 av dagens Moraber kan spåras tillbaka till honom. Golddust själv hade en imponerande stamtavla med sin pappa Zilcaadi, som var en fuxfärgad arab som gavs som gåva från Sultanen i Arabien till amerikanska konsulatet innan hästen importerades till USA. 
Men trots Golddust skulle det dröja ända fram till 1920 innan man nämnde Moraberna i skrift igen. Publicisten William Randolph Hearst hade ett omfattande avelsprogram med araber och sysslade även kort med morganhästar vilket fick in honom på Morabavel. Felaktigt så säger man ibland att det var Hearst som myntade uttrycket Morab först. Hearst använde sig först och främst av arabhingstar från det berömda Crabbetstuteriet i England som ägdes av Judith Blunt-Lytton eller även kallad Lady Wentworth. Dessa korsade han med ston av Morganhästar och han avlade fram 110 hästar som han flera år senare registrerade i American Morab Horse Association, varav 18 av dessa räknades som rena Moraber. Under hela 1930- och 40-talet avlade Hearst fram Moraber av högsta klass på sin ranch i Kalifornien.

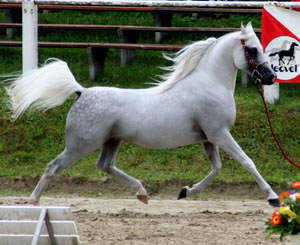
Arabhästen har gett Moraben dess ädla utseende och uthållighet.

Även i Texas nådde två bröder framgång med Morabaveln. Bröderna Swenson i Stamford i Texas som började sin avel med enbart två unghingstar av Morgan, sju Morganston och tre arabiska hingstar. Deras väl utvecklade program gav flera Moraber som fick goda betyg och bröderna fick ett gott rykte för sina fina Moraber. 
Dock var den mest utmärkande aveln av Moraber det program som bedrevs av Martha Doyle Fuller of Clovis i Kalifornien. 1955 började Martha ett försök att avla fram hästar som kunde uppfylla önskningarna från de som sysslade med utställningar och showridning, samt fungerade som ridhästar och arbetande boskapshästar mellan showerna. Hon började avla Moraber då hon ansåg att de var de enda hästarna som uppfyllde dessa krav. Den första föreningen med registrering för Moraber bildades utefter hennes avelsprogram den 19 juli 1973, av Marthas egen svärson. Föreningen, "Morab Horse Registry of America" utnämnde speciella priser och utmärkelser för Moraber med fullständiga stamtavlor. 1978 skapade även föreningen en standard där man mätte hästarna med nya mått. Nu skulle hästarna ha minst 25/75 % av Morgan eller Arab för att utesluta att alldeles för lite blod av vardera ras skulle registreras.
Under 1980-talet bildades även "North American Morab Horse Association" för att hålla uppsikt över aveln och registreringen så att rasen kunde växa, då det tidigare hade varit svårt att slå Martha Doyles rekord för prisbelönade Moraber. Föreningen bytte namn år 1998 till Purebred Morab Horse Association och man uteslöt de hästar som inte hade kompletta stamtavlor. Under 1999 startades ytterligare ett register i Illinois kallad Morab Horse Registry och enbart denna förening har idag över 400 uppfödare och 800 medarbetare över 3 kontinenter.

## Egenskaper
Moraben blandar uthållighet, ädelhet och snabbhet från araberna med styrka, mod och arbetsvillighet hos Morganhästarna. Det arabiska blodet syns tydligt hos hästarna med ädelt huvud, inåtbuktande nosprofil, stora ögon och ädla drag. Ryggen är kort men stark och benen långa. 
Moraben har fått uthållighet och snabbhet av araben men även det lugna temperamentet från Morganhästen. Den är lättlärd, stark och uthållig samt bekväm att rida och är idag populär på utställningar och shower och även som arbetshäst på rancher. Hästarna ska även vara lätthanterliga vilket gör den lämplig som familjehäst. 